# Найдимово
Найдимово (пол. Najdymowo, нім. Neudims) — село в Польщі, у гміні Біскупець Ольштинського повіту Вармінсько-Мазурського воєводства.
Населення — 529 осіб (2011).
У 1975-1998 роках село належало до Ольштинського воєводства.

## Демографія
Демографічна структура станом на 31 березня 2011 року:
|          | Загалом | Допрацездатний вік | Працездатний вік | Постпрацездатний вік |
| -------- | ------- | ------------------ | ---------------- | -------------------- |
| Чоловіки | 260     | 49                 | 186              | 25                   |
| Жінки    | 269     | 56                 | 165              | 48                   |
| Разом    | 529     | 105                | 351              | 73                   |